# NGC 40
NGC 40, eller Caldwell 2, är en planetarisk nebulosa, det vill säga het gas omkring en döende stjärna. Stjärnan har slungat ut sitt yttersta lager och har lämnat kvar en mindre mycket varm stjärna med yttemperatur på ca 50 000 ℃. Strålningen från stjärnan orsakar upphettning av den utslungade gasen till 10 000 ℃ i en diameter på ca 1 ljusår. Forskare tror att om ca 30 000 år kommer nebulosan att blekna bort och efterlämna en vit dvärg ungefär lika stor som Jorden.

## Galleri

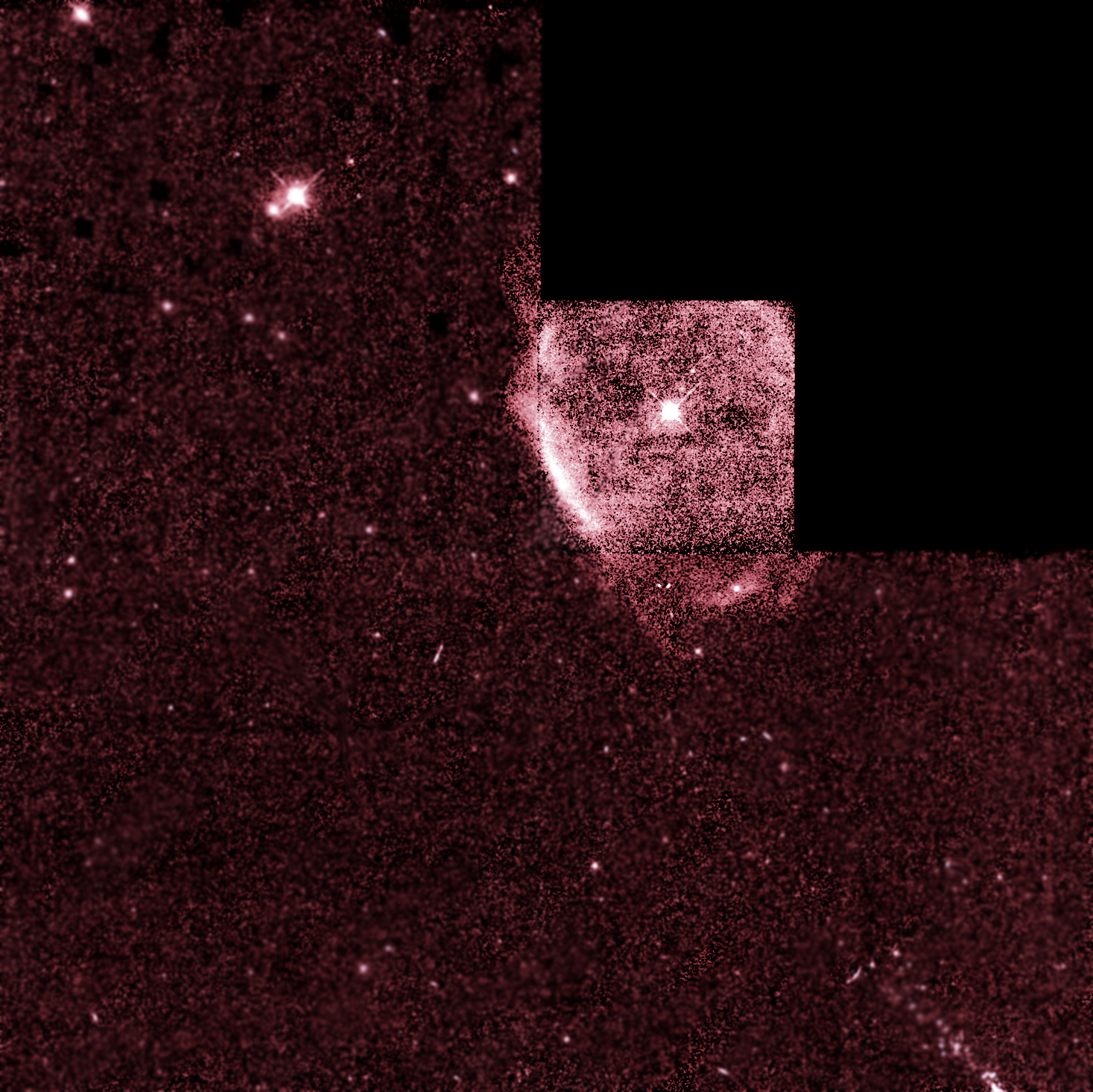
Fotografi taget med Rymdteleskopet Hubble